# هوراس ك. سبنسر
هوراس ك. سبنسر (بالإنجليزية: Horace C. Spencer)‏ هو سياسي أمريكي، ولد في يوليو 1832 في نيويورك في الولايات المتحدة، وتوفي في 1 نوفمبر 1926. حزبياً، نشط في الحزب الجمهوري.